# 小林正次 (戦国武将)
小林 正次（こばやし まさつぐ）は、戦国時代の武将。徳川家康の家臣。

## 略歴
永禄7年（1564年）から小姓として徳川家康に出仕し、同年の上和田の戦い、永禄12年（1569年）掛川城攻めで戦功を立てる。特に後者では敵中に逃げ遅れた味方を単騎救出し、本多忠勝や水野忠重に称賛されている。のち姉川の戦い、三方ヶ原の戦い、長篠の戦いなどに従軍し、その後も駿河・遠江平定の合戦に転戦した。天正12年（1584年）小牧・長久手の戦いでも武功を立て、天正18年（1590年）小田原征伐では井伊直政の配下として従軍し、井伊隊の篠曲輪攻めで奮戦し、直政から「人鬼」と称賛された。その後、軍令違反を犯すが、代々の功績を重んじられて一時的な隠居処分となった。慶長19年（1614年）大坂冬の陣では徳川秀忠の槍奉行として従軍。翌年の夏の陣にも従い、その戦功により武蔵入間・多摩郡内に500石を領した。